# Шикота, Лидия Михайловна
Лидия Михайловна Шикота (род. 8 сентября 1947) — советская спортсменка, мастер спорта СССР международного класса по стрельбе из лука, чемпионка СССР (1977) и Европы (1978).

## Биография
Лидия Шикота тренировалась в секции стрельбы из лука Иркутского государственного медицинского института под руководством тренера А.И. Бородая.
В 1977 г. стала абсолютной чемпионкой СССР по стрельбе из лука.
Участвовала в чемпионате мира 1977 г. в Канберре (Австралия), где заняла 18-е место. Показанный результат стал четвёртым среди советских участниц, и она не попала в тройку серебряных призёров в командном первенстве.
В 1978 г. стала чемпионкой Европы в командном зачёте и была второй в личном первенстве.
Работала тренером по стрельбе из лука в Иркутске, затем переехала в Санкт-Петербург.

## Спортивные достижения
- Чемпионка СССР 1977 года в личном первенстве.
- Золото (командное первенство) и серебро (личное первенство) на чемпионате Европы 1978 года.
- Рекордсменка мира[4].